# Chlumecká tabule
Chlumecká tabule je geomorfologický podcelek v střední části Východolabské tabule, ležící v okresech Hradec Králové, Trutnov a Náchod v Královéhradeckém kraji, v okrese Pardubice v Pardubickém kraji a v okrese Kolín ve Středočeském kraji.

## Poloha a sídla

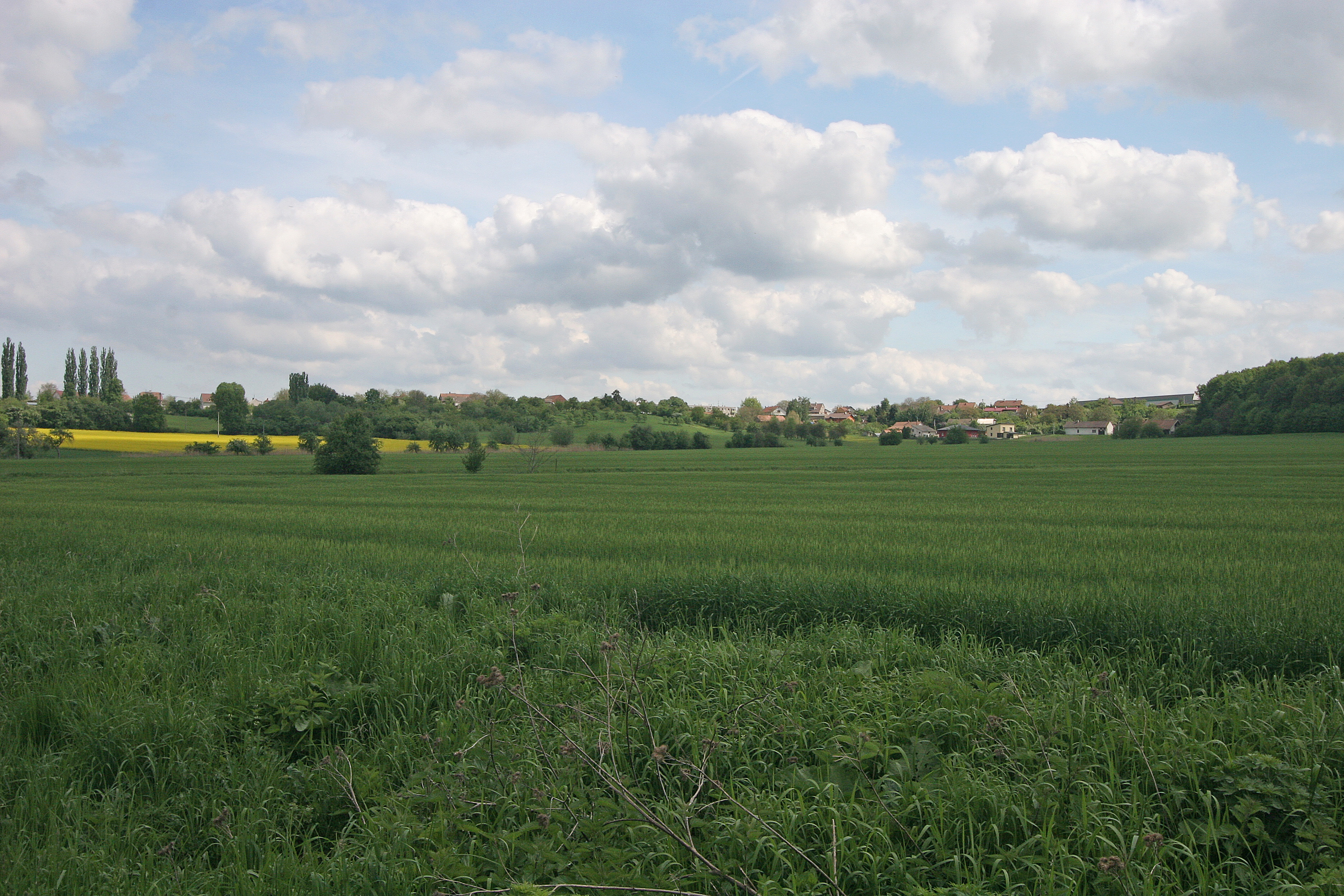
Krajina v okolí Dobřenic

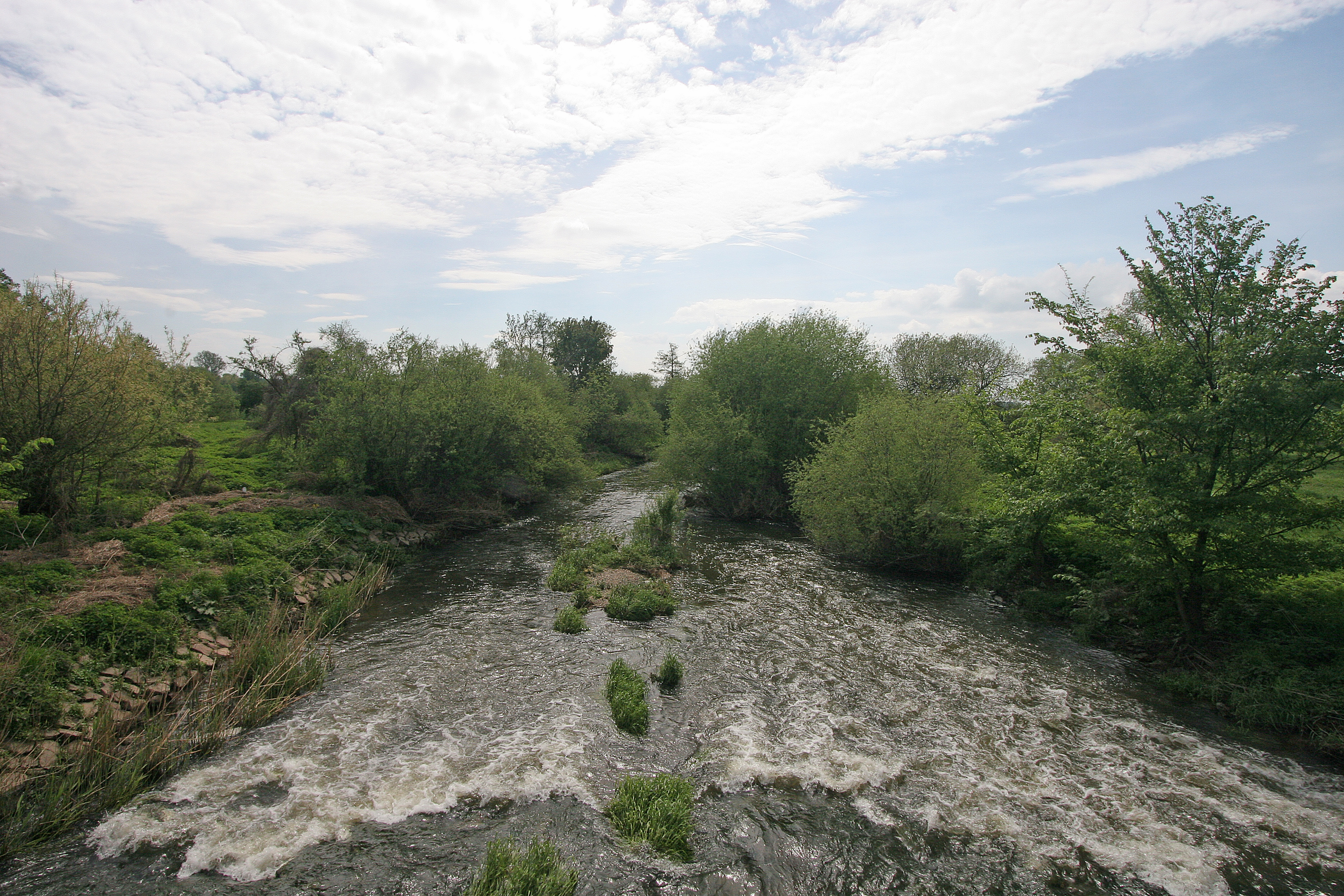
Cidlina z mostu u vsi Pamětník

Území podcelku se rozkládá zhruba mezi sídly Kuks a Jaroměř (na severovýchodě), Lázně Bohdaneč (na jihovýchodě), Týnec nad Labem a Kolín (na jihozápadě) a Nechanice (na středozápadě). Zcela uvnitř podcelku leží titulní město Chlumec nad Cidlinou a větší obce Velichovky, Libčany, Všestary, Krakovany a Dobřenice.

## Geomorfologické členění
Podcelek Chlumecká tabule (dle značení Jaromíra Demka VIC–1B) náleží do celku Východolabská tabule. Dále se člení na šest okrsků: Velichovecká tabule (VIC–1B–1) a Libčanská plošina (VIC–1B–2) na severovýchodě, Barchovská plošina (VIC–1B–3) uprostřed, Krakovanská tabule (VIC–1B–4) na jihozápadě, Dobřenická plošina (VIC–1B–5) a Urbanická brána (VIC–1B–6) na jihu.
Tabule sousedí s dalšími podcelky Východolabské tabule: Cidlinská tabule na severozápadě a Pardubická kotlina na východě a jihu. Dále sousedí s celky Středolabská tabule na jihozápadě, Orlická tabule na severovýchodě, Jičínská pahorkatina na severu a Železné hory na jihu.
Kompletní geomorfologické členění celé Východolabské tabule uvádí následující tabulka:
| Geomorfologické členění Východolabské tabule                           | Geomorfologické členění Východolabské tabule | Geomorfologické členění Východolabské tabule |
| ---------------------------------------------------------------------- | -------------------------------------------- | -------------------------------------------- |
| ČESKÁ VYSOČINA • Česká tabule • Východočeská tabule                    |                                              |                                              |
| CIDLINSKÁ TABULE                                                       | Novobydžovská tabule                         | Holý (323 m)                                 |
| CIDLINSKÁ TABULE                                                       | Ostroměřská tabule                           |                                              |
| CIDLINSKÁ TABULE                                                       | Nechanická tabule                            |                                              |
| CHLUMECKÁ TABULE                                                       | Velichovecká tabule                          | Na šancích (352 m)                           |
| CHLUMECKÁ TABULE                                                       | Libčanská plošina                            |                                              |
| CHLUMECKÁ TABULE                                                       | Barchovská plošina                           |                                              |
| CHLUMECKÁ TABULE                                                       | Krakovanská tabule                           |                                              |
| CHLUMECKÁ TABULE                                                       | Dobřenická plošina                           |                                              |
| CHLUMECKÁ TABULE                                                       | Urbanická brána                              |                                              |
| PARDUBICKÁ KOTLINA                                                     | Smiřická rovina                              |                                              |
| PARDUBICKÁ KOTLINA                                                     | Kunětická kotlina                            | Kunětická hora (315 m)                       |
| PARDUBICKÁ KOTLINA                                                     | Kladrubská kotlina                           |                                              |
| PARDUBICKÁ KOTLINA                                                     | Východolabská niva                           |                                              |
| PARDUBICKÁ KOTLINA                                                     | Holická tabule                               |                                              |
| PARDUBICKÁ KOTLINA                                                     | Dašická kotlina                              |                                              |
| PARDUBICKÁ KOTLINA                                                     | Sezemická kotlina                            |                                              |
| PARDUBICKÁ KOTLINA                                                     | Nemošická tabule                             |                                              |
| PROVINCIE • Subprovincie • Oblast / Celek / PODCELEK • Okrsek • Vrchol |                                              |                                              |

## Významné vrcholy
Nejvyšším bodem Dobřenické plošiny je Na šancích (352 m n. m.).
| název vrcholu    | výška (m n. m.) | podřazená jednotka  |
| ---------------- | --------------- | ------------------- |
| Na šancích       | 352             | Velichovecká tabule |
| Chlum            | 338             | Libčanská plošina   |
| Chloumek         | 337             | Velichovecká tabule |
| Svíb             | 331             | Libčanská plošina   |
| Hořiněveské lípy | 320             | Libčanská plošina   |
| Hořička          | 312             | Velichovecká tabule |
| Libiny           | 309             | Velichovecká tabule |
| Jehlický vrch    | 302             | Libčanská plošina   |
| Prašivka         | 301             | Velichovecká tabule |
| Velká Dorota     | 292             | Dobřenická plošina  |
| Lhotáček         | 290             | Dobřenická plošina  |
| Soudný           | 288             | Dobřenická plošina  |
| Chlum            | 284             | Barchovská plošina  |
| Homole           | 279             | Krakovanská tabule  |
| Kozí hůra        | 272             | Krakovanská tabule  |
| Dománovický vrch | 269             | Krakovanská tabule  |
| Tátrum           | 263             | Dobřenická plošina  |
| Sušina           | 259             | Dobřenická plošina  |
| Chlumec          | 257             | Krakovanská tabule  |
| Oktaviánov       | 225             | Urbanická brána     |